# شرکت بورینگ

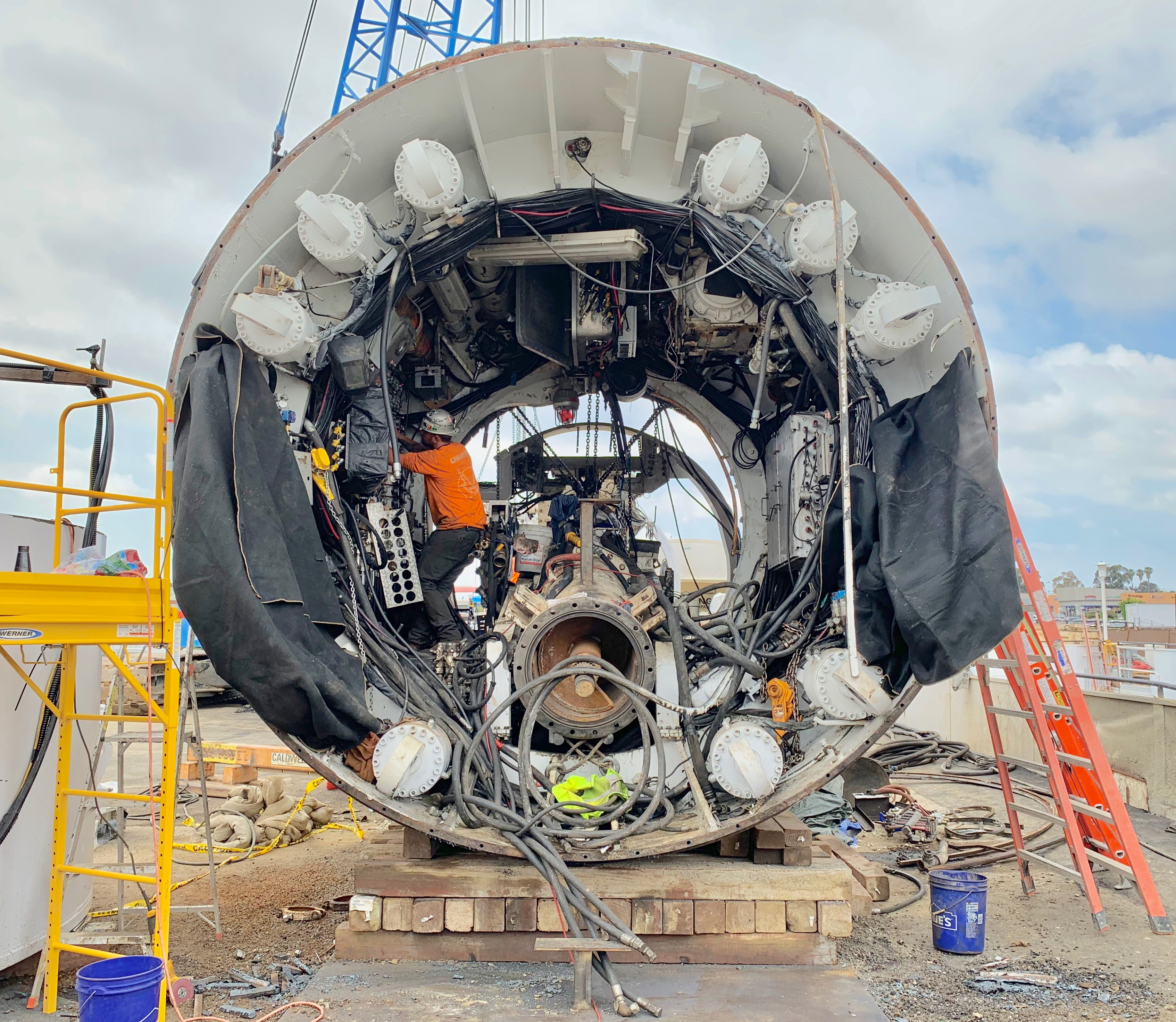
نمایی از یک‌نوع دستگاه حفاری، تولیدشده توسط بورینگ کمپانی - ۲۰۱۹

بورینگ کمپانی (به انگلیسی: The boring company) شرکت خصوصی آمریکایی در زمینه ترابری زیرزمینی است. اکنون این شرکت در حال ساخت و تولید تونل‌های خود می‌باشد و فعالیت آن محدود به خدمات ترابری درون‌شهری است. این شرکت تا سال ۲۰۱۸ تابعه شرکت اسپیس ایکس بود و به‌آرامی از آن جدا شد. ایلان ماسک، بنیان‌گذار و مدیر شرکت تا دسامبر سال ۲۰۱۸ صاحب ۹۰ درصد کل سهام شرکت بورینگ بود.
بورینگ کمپانی (Boring Company) یکی از شرکت‌های تحت مالکیت ایلان ماسک است که مدت‌ها پیش در پروژه‌ای جاه‌طلبانه اعلام کرد قصد دارد دو تونل زیرزمینی بزرگ در زیر مرکز کنوانسیون لاس وگاس به‌منظور فراهم‌سازی امکان حمل‌و‌نقل فوق‌ سریع حفر کند. این شرکت در بیانیه‌ای جدید می‌گوید توانسته فرایند حفاری دومین تونل زیر مرکز کنوانسیون لاس وگاس را به‌اتمام برساند. بدین ترتیب فاز نخست پروژ‌ه‌ی ۵۲/۵ میلیون دلاری بورینگ کمپانی به‌منظور ساخت سیستم حمل‌و‌نقل فوق سریع به پایان رسیده است. ناگفته نماند بورینگ کمپانی توانسته بود حفر نخستین تونل را در ماه فوریه تمام کند.
کارگران بورینگ کمپانی از این پس توجه خود را روی تمام کردن فرایند ساخت ایستگاه‌های مسافربری روی سطح زمین معطوف خواهند کرد؛ این ایستگاه‌ها در دو انتهای تونل جای گرفته‌اند. کارگران افزون بر این ایستگاه‌ها موظف هستند روی ایستگاه مسافربری سوم هم که در زیر زمین و در وسط سیستم حمل‌و‌نقل جای گرفته است کار کنند.
سیستم ویژه‌ی بورینگ کمپانی که به‌صورت رسمی با نام «لوپ مرکز کنوانسیون» (Convention Center Loop) از آن یاد می‌شود قرار است در ژانویه‌ی سال ۲۰۲۱ (دی و بهمن ۱۳۹۹) به‌صورت رسمی برای عموم باز شود. به‌عبارتی افتتاح رسمی پروژه‌ی موردبحث برای روزهای برگزاری همایش CES تعیین شده است. البته برگزاری CES سال آینده به‌دلیل دنیاگیری ویروس کرونا فعلا در هاله‌ای از ابهام قرار دارد. بااین‌حال امیدوار هستیم شرایط تا آن زمان مساعد شود.
سیستم لوپ بورینگ کمپانی پس از طی کردن مراحل تولید و آغازبه‌کار رسمی به نخستین پروژه‌ی حمل‌و‌نقل تجاری فعال این شرکت تبدیل خواهد شد. ناگفته نماند بورینگ کمپانی پیش‌تر توانسته بود تونلی آزمایشی در نزدیکی‌های مقر اصلی اسپیس‌ایکس در شهر هاوتورن ایالت کالیفرنیا حفر کند. گفته می‌شود سیستم حمل‌و‌نقل فوق سریع بورینگ کمپانی می‌تواند ازطریق تونل‌‌هایش در هر ساعت بیش از ۴٬۰۰۰ نفر را جابه‌جا کند. فرایند حمل‌و‌نقل مردم ازطریق شماری از خودروهای تسلا انجام خواهد شد. بورینگ کمپانی می‌گوید مسیرهایی که ممکن است در حالت عادی طی کردن آن‌ها ۱۵ دقیقه طول بکشد ازطریق سیستم حمل‌و‌نقل لوپ در عرض کمتر از دو دقیقه طی خواهند شد. 
براساس اطلاعات رسمی مسافرین سیستم لوپ ازطریق خودروهای تسلا مدل 3s، مدل Xs و همچنین نوعی «واگن برقی» مسیر را طی خواهند کرد. استیو هیل، مدیرعامل نهاد Las Vegas Convention and Visitors Authority (موسوم‌به LVCVA) می‌گوید واگن برقی موردبحث با اتکا بر پلتفرم خودرو تسلا مدل ۳ ساخته شده است و می‌تواند بین ۱۲ تا ۱۶ نفر را در خود جای دهد. ناگفته نماند نهاد تحت مدیریت استیو هیل، وظیفه‌ی اداره کردن مرکز کنوانسیون لاس وگاس را برعهده دارد. 
براساس آنچه از پروژه‌ی لوپ می‌دانیم، خودروهای موردبحث تسلا قرار است درنهایت به‌شکلی خودران از درون تونل‌ها عبور و مسافرین را منتقل کنند. بااین‌حال در مراحل نخست راه‌اندازی سیستم، فردی به‌عنوان راننده در خودرو حضور پیدا خواهد کرد. استیو هیل در مصاحبه با خبرگزاری ورج می‌گوید به‌دنبال طی شدن مراحل اولیه‌ی راه‌اندازی سیستم لوپ خودروهای تسلا به ابزارهایی ویژه مجهز خواهند شد که با اتکا بر آن‌ها می‌توانند مسیر خود را در تونل پیدا کنند و به‌شکلی امن مسافرین را از جایی به‌جای دیگر ببرند.